# Dominicanessenklooster (Leuven)

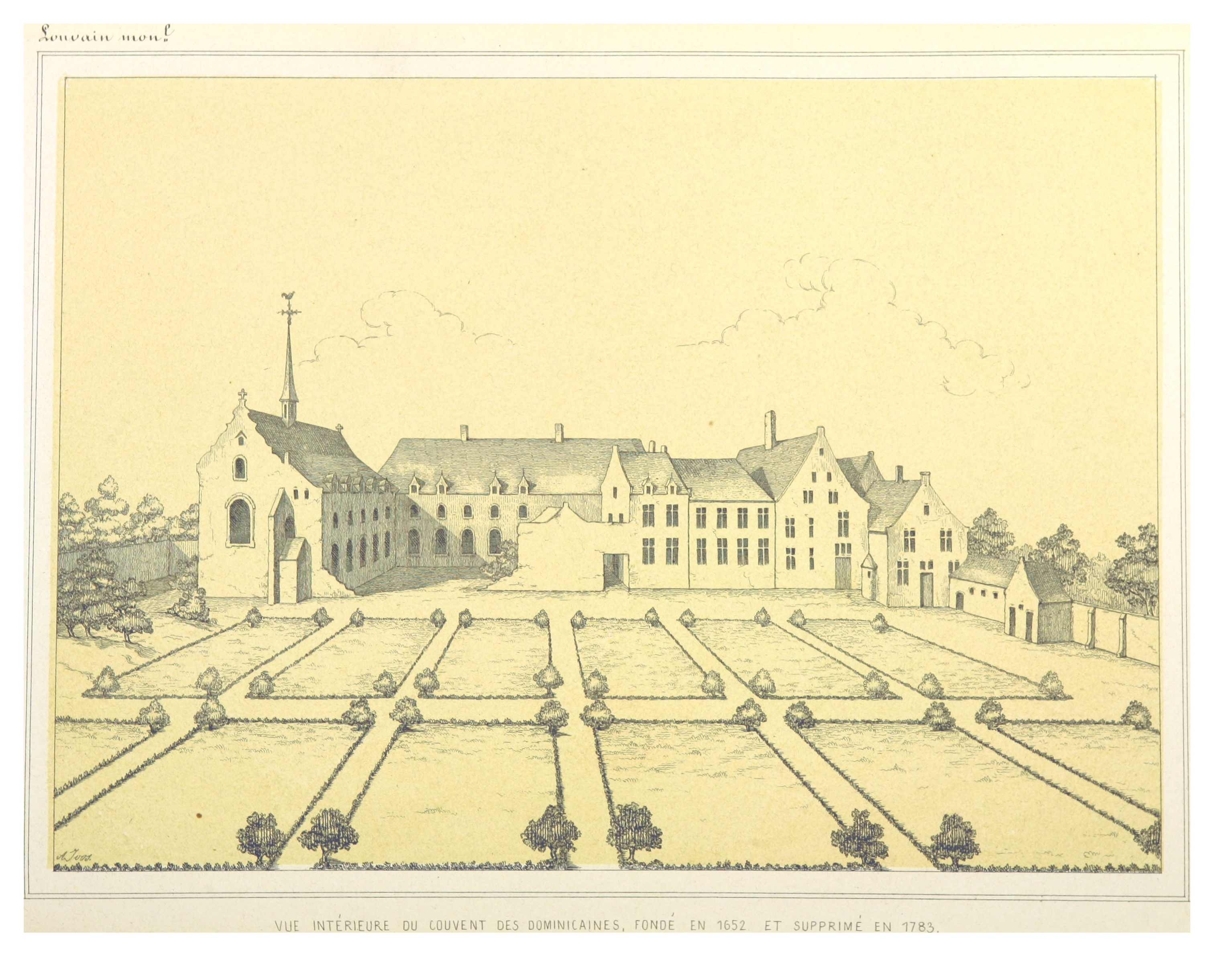
Dominicanessen in Leuven

Het dominicanessenklooster (1654-1783) van Leuven (België) bevond zich in de Brouwersstraat; de straat heette destijds de Lange Bruel.

## Geschiedenis
In 1654 stichtten twee dominicanessen of predikherinnen uit de Republiek der Zeven Verenigde Nederlanden, Agathe Bennebroek en Cécile Berenstein, een klooster in Leuven. Leuven behoorde tot de Spaanse Nederlanden. Zij kochten een domein net buiten de eerste ringmuur van de stad. Het liep van het Godshuis De Zevenslapers tot de rivier de Voer. Het domein lag aan de Lange Bruel en reikte dus tot de Korte Bruel, dat thans het zuidelijk deel uitmaakt van de Pieter Coutereelstraat. De patrones van het klooster was Catharina van Siena. In 1714 werd de kloosterkerk afgewerkt en ingewijd. De inwijding gebeurde door Pierre de Pape, dominicaan van Leuven.
Als gevolg van de kerkenpolitiek van het jozefinisme in de Oostenrijkse Nederlanden schafte Jozef II het klooster af. Dit gebeurde in 1783. Vanaf 1785 kazerneerden er Oostenrijkse militairen.
Tijdens het Franse bewind verbleven er Franse soldaten. In 1802 werd het klooster publiek verkocht in Brussel: alle stukken van het kloosterdomein geraakten in privé-handen. Het klooster werd gesloopt.
In 1858 keerden de dominicanessen terug naar Leuven, namelijk in de priorij Terbank.

## Straatnaam
Een straat in Leuven, aan de oude tuinkant van het klooster, draagt de naam Predikherinnenstraat.